# Hans Christian Nielsen
Hans Christian Nielsen (né le 10 mai 1928 à Odder au Danemark, et mort le 5 mars 1990 à Aarhus), est un footballeur international danois, qui évoluait au poste de défenseur.

## Biographie

### En club
Hans Christian Nielsen joue en faveur de l'IGF Odder puis de l'AGF Aarhus.
Il dispute avec l'AGF Aarhus, 14 matchs en Coupe d'Europe des clubs champions, et deux matchs en Coupe d'Europe des vainqueurs de coupe. Il atteint les quarts de finale de la Coupe d'Europe des clubs champions en 1961, en étant battu par le club portugais du Benfica Lisbonne.
Il remporte avec l'AGF Aarhus, quatre titres de champion du Danemark, et quatre Coupes du Danemark.

### En équipe nationale
Hans Christian Nielsen reçoit 25 sélections en équipe du Danemark, sans inscrire de but, entre 1958 et 1961. Toutefois, sur ces 25 matchs, seuls 22 sont reconnus par la FIFA.
Il joue son premier match en équipe nationale le 15 mai 1958, en amical contre les Antilles néerlandaises (victoire 3-2 à Aarhus).
Par la suite, il joue deux matchs contre la Tchécoslovaquie, rentrant dans le cadre des éliminatoires de l'Euro 1960.
Il est ensuite retenu par le sélectionneur Arne Sørensen afin de participer aux Jeux olympiques d'été de 1960. Nielsen joue cinq matchs lors du tournoi olympique organisé en Italie. À Rome, la sélection olympique danoise remporte la médaille d'argent, en étant battu par la Yougoslavie lors de l'ultime match.
Il reçoit sa dernière sélection le 18 juin 1961 contre la Suède, dans le cadre du championnat nordique (défaite 1-2 à Copenhague).

## Palmarès
Danemark
- Jeux olympiques
  -  Argent : 1960

 AGF Aarhus
- Championnat du Danemark
  - Champion : 1955, 1956, 1957, 1960
- Coupe du Danemark
  - Vainqueur : 1955, 1957, 1960 et 1961
  - Finaliste : 1959